# Zentendorf
Zentendorf (obersorbisch Šćeńc) ist ein Ortsteil der Gemeinde Neißeaue im Landkreis Görlitz in Sachsen. Bis zur Eingemeindung nach Neißeaue am 1. Januar 1999 war Zentendorf ein Ortsteil der Gemeinde Deschka, bis zum 1. Juli 1950 war der Ort eine eigenständige Gemeinde. Zentendorf ist der östlichste Ort Sachsens sowie der Bundesrepublik Deutschland. Der Ort gehört dem Verwaltungsverband Weißer Schöps/Neiße an.

## Lage

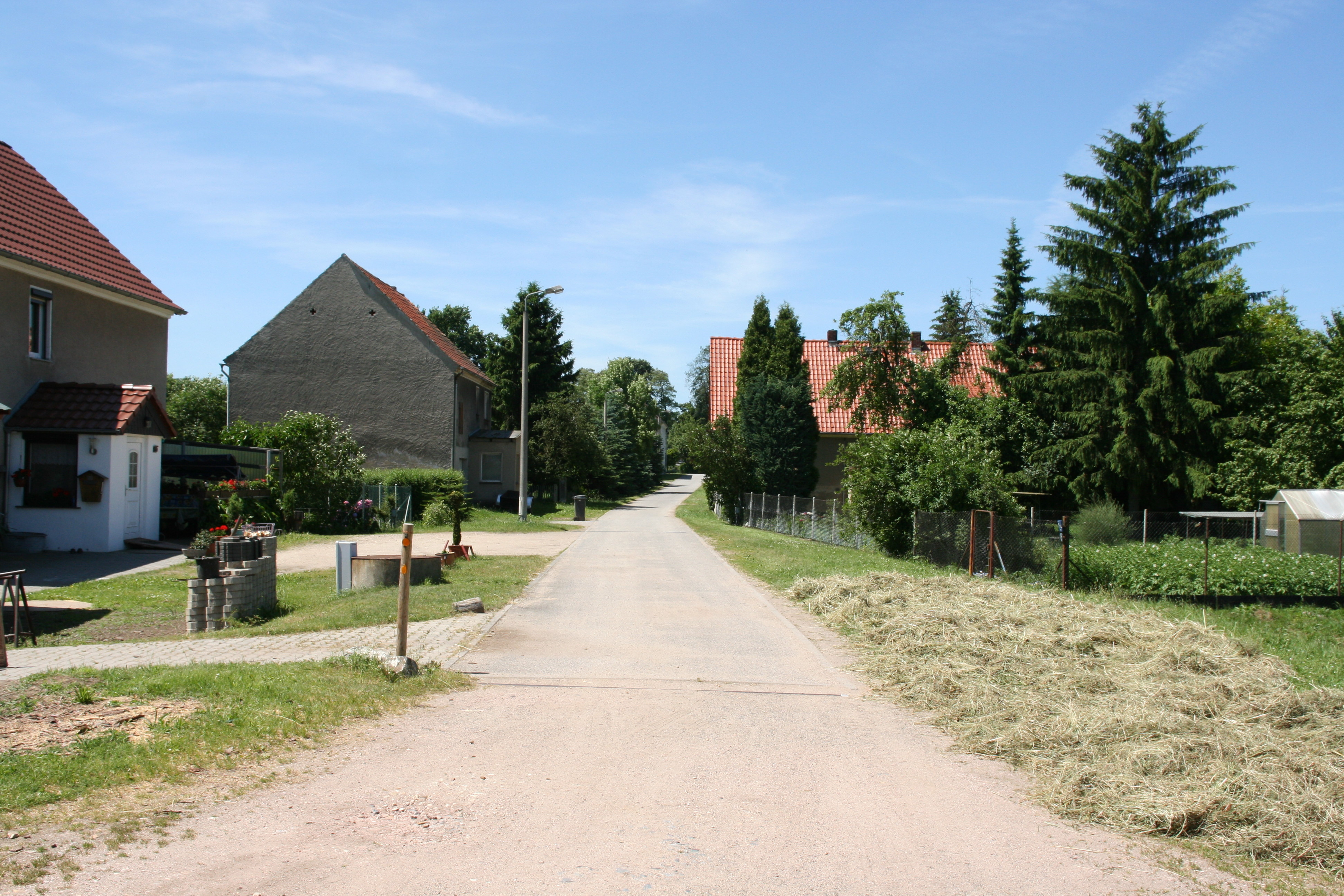
Östlicher Ortseingang

Zentendorf liegt in der Oberlausitz, etwa 15 Kilometer Luftlinie nordöstlich der Stadt Görlitz und unmittelbar an der Grenze zu Polen. Östlich des Dorfes fließt die Lausitzer Neiße. Der östliche Ortsrand von Zentendorf liegt bei (51° 16′ 44″ N, 15° 2′ 2″ O), somit ist Zentendorf sowohl der östlichste Ort Sachsens als auch der östlichste Ort Deutschlands und neben Deschka und Zodel nur einer von drei Orten in Deutschland, die östlich des 15. Längengrades liegen.
Umliegende Ortschaften von Zentendorf sind die zur polnischen Landgemeinde Pieńsk gehörenden Ortschaften Bielawa Dolna (Nieder Bielau) im Nordosten und Stojanów (Nieder Penzighammer) im Osten, die Stadt Pieńsk (Penzig) im Südosten, Deschka im Süden, Kaltwasser im Westen sowie Biehain und der zur Stadt Rothenburg gehörende Ortsteil Nieder-Neundorf im Nordwesten. 

## Infrastruktur

### Verkehr

#### Straße
Durch Zentendorf führt die Staatsstraße 127 von Bad Muskau zur Bundesstraße 115 bei Kunnersdorf. Die nächste Autobahnanschlussstelle ist an der A4 in Kodersdorf, etwa 13 Kilometern Wegstrecke südwestlich. Bis zum Ende des Zweiten Weltkrieges existierte eine Straßenbrücke über die Lausitzer Neiße, die von zurückweichenden deutschen Truppen gesprengt wurde.

#### Schiene
Nördlich von Zentendorf verläuft die Bahnstrecke Węgliniec–Roßlau. Bis 1930 hatte Zentendorf eine Haltestelle; nächste Station ist heute Kodersdorf an der Bahnstrecke Berlin–Görlitz in etwa 12 Kilometern Wegstrecke Entfernung westlich von Zentendorf.

#### Bus
Zentendorf ist über mehrere Regionalbuslinien an Görlitz, Rothenburg und Horka angebunden.

#### Radfernweg
Westlich des Siedlungskerns verläuft der Oder-Neiße-Radweg.

## Geschichte

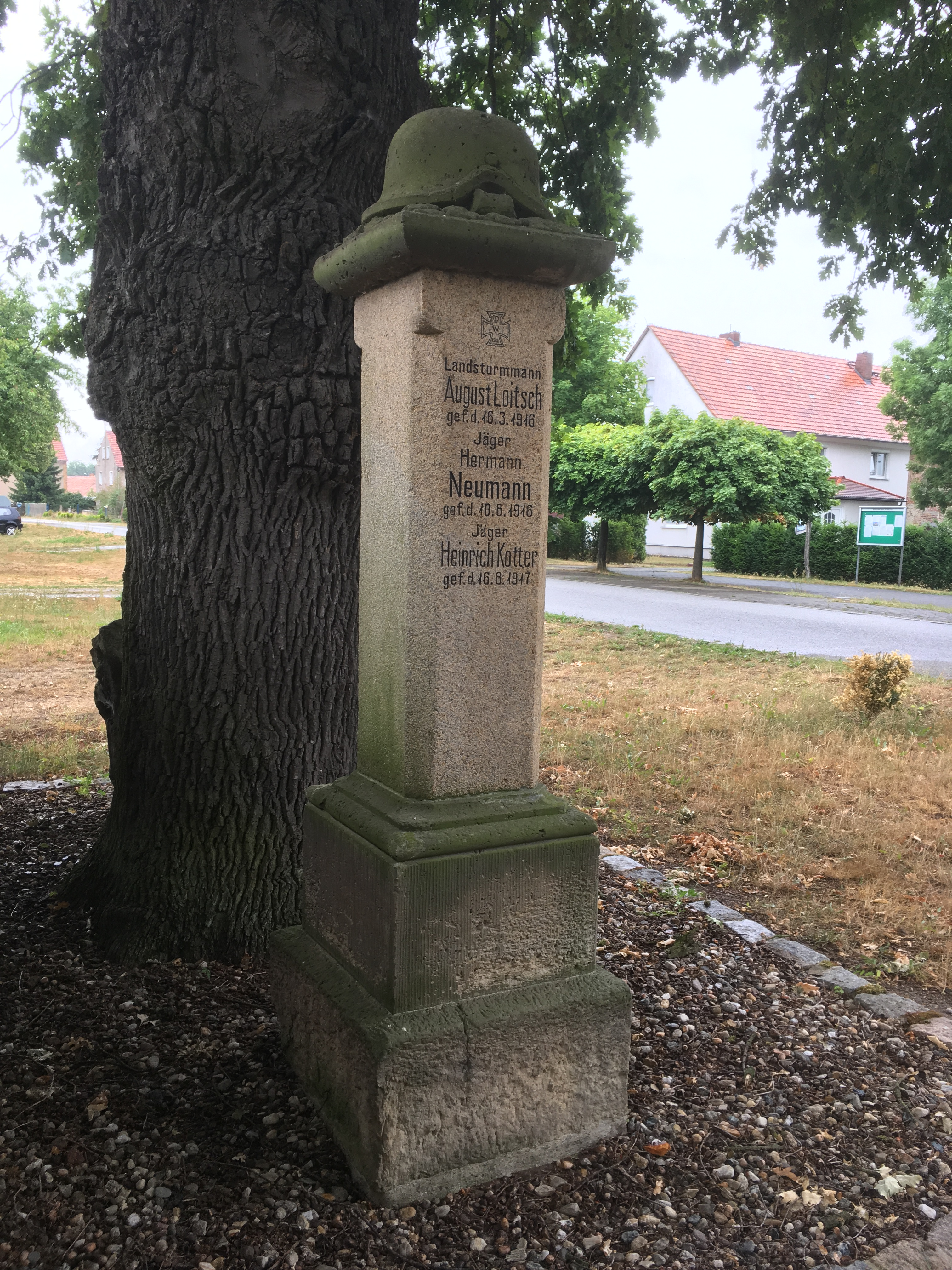
Gefallenendenkmal in Zentendorf

Das Straßenangerdorf Zentendorf wurde erstmals im Jahr 1390 unter dem Namen Cenetindorf urkundlich erwähnt. Für den Ort sind im weiteren Verlauf der Zeit verschiedenste Ortsnamensformen erwähnt. 1427 hieß der Ort Czenthendorf und 1533 Zenttendorff, für 1560 ist der Ortsname Centendorf verzeichnet. Im Jahr 1791 wurde Zentendorf erstmals unter seinem heutigen Namen erwähnt. Der Ortsname ist von dem sorbischen Begriff für „junger Hund“ abgeleitet.
Zentendorf war ab 1589 im Besitz der Stadt Görlitz. Der Ort lag seit jeher im Königreich Preußen und dort in der Provinz Schlesien des Regierungsbezirks Liegnitz. Im Jahr 1919 wurde die Provinz Schlesien geteilt und Zentendorf gehörte fortan zur Provinz Niederschlesien. 1938 wurden die Provinzen Ober- und Niederschlesien wieder zur Provinz Schlesien vereinigt, die 1941 jedoch wieder getrennt wurde. Seit dem Ende des Zweiten Weltkrieges und der Festlegung der Oder-Neiße-Grenze liegt Zentendorf unmittelbar an der Grenze zu Polen. Am 16. Januar 1947 wechselte die Gemeinde Zentendorf aus dem Landkreis Görlitz in den Landkreis Niesky.
Am 1. Juli 1950 wurde Zentendorf in die südlich gelegene Gemeinde Deschka eingegliedert. Bei der DDR-Kreisreform vom 25. Juli 1952 wurde die Gemeinde Deschka mit dem Ortsteil Zentendorf dem Kreis Görlitz-Land im Bezirk Dresden zugeordnet. Nach der Wende lag Zentendorf im zunächst Landkreis Görlitz in Sachsen. Bei der sächsischen Gebietsreform von 1994 kam Zentendorf in den neu gegründeten Niederschlesischen Oberlausitzkreis. Am 1. Januar 1999 wurde die Gemeinde Deschka aufgelöst und Deschka und Zentendorf eigenständige Ortsteile der Gemeinde Neißeaue. Bei der Kreisreform 2008 kam Zentendorf in den Landkreis Görlitz.

## Bevölkerung
1553 lebten in Zentendorf 17 besessene Mann. Für das Jahr 1777 waren im Dorf wiederum 17 besessene Mann, elf Gärtner und zwei Häusler verzeichnet; ein Gut war unbewirtschaftet. 1825 hatte Zentendorf insgesamt 228 Einwohner. Bis 1885 stieg die Zahl der Einwohner auf 269 an und blieb anschließend für lange Zeit relativ stabil. Im Jahr 1905 wurden 253 Einwohner gezählt; 1925 hatte Zentendorf 277 Einwohner. Vor Kriegsbeginn 1939 lebten in Zentendorf 266 Menschen, nach Kriegsende 1946 war die Einwohnerzahl bedingt durch Flüchtlinge aus den deutschen Ostgebieten auf 325 angestiegen. Nach 1990 erlebte die Oberlausitz einen drastischen Bevölkerungseinbruch, vor allem jüngere Leute wanderten ab. Bei der Kreisreform 2008 hatte Zentendorf noch 167 Einwohner. Die Einwohnerzahl ging in der Folgezeit aufgrund der altersbedingt hohen Sterberate und auswärtigen Heimunterbringungen älterer Einwohner stetig zurück.

## Kulturdenkmale
Für Zentendorf sind laut Landesamt für Denkmalpflege Sachsen acht Denkmale ausgewiesen. Darunter zählen ein Wasserturm aus dem Jahr 1930, ein Sowjetisches Ehrenmal für etwa 200 sowjetische Soldaten und ein ehemaliges Gasthaus aus der zweiten Hälfte des 19. Jahrhunderts.

## Sonstiges
Nordwestlich der Zentendorfer Ortslage befindet sich der Abenteuerfreizeitpark „Die geheime Welt von Turisede“ (ehemals „Kulturinsel Einsiedel“). Dieser erhielt 2008 einen Tourismuspreis und wurde 2009 als „auserwählter Ort im Land der Ideen“ ausgezeichnet. In dem Park findet das Festival „Folklorum“ statt, das nach dem Rudolstadt-Festival zweitgrößte Folkfestival Deutschlands.